# Papacito
Ugo Gil Jimenez (Toulouse, 14 de enero de 1986), conocido como Papacito, es un influencer, escritor y activista francés. Su activismo, centrado en ideas de extrema derecha, se desarrolla principalmente en internet.
Se dio a conocer en 2012 tras los atentados perpetrados por Mohammed Merah en su ciudad natal, al crear un blog donde vilipendiaba las ideas progresistas y a la izquierda en general, a la que acusaba de estar en el origen de los males de la sociedad francesa, y elogiaba a varios dictadores.
Influyó en los nuevos videógrafos de la extrema derecha que aparecieron durante la década de 2010. Se acercó a uno de ellos, el disidente Raptor, y fundó con él el pequeño grupo Vengeance Patriote antes de abandonar conjuntamente su liderazgo después de unos meses. También se acercó a figuras políticas, entre ellas Julien Rochedy y Éric Zemmour, cuya candidatura en las elecciones presidenciales de 2022 apoyó.
A partir de 2021, ha sido objeto de múltiples denuncias por amenazas e incitación al odio hacia el electorado de izquierda, periodistas y funcionarios electos.

## Primeros años y educación
Ugo Gil Jiménez nació el 14 de enero de 1986 en Toulouse y creció en Plaisance-du-Touch. Sus padres, refugiados políticos españoles, eran hijos de activistas opositores a Francisco Franco durante la guerra civil española. Papacito, por el contrario, afirma regularmente su admiración por Franco.
Afirma que su abuelo materno era anarcosindicalista y su abuelo paterno comunista, que creció en una familia de extrema izquierda y que él mismo militó durante unos años en el Partido Comunista Francés en Arcueil, antes de «tomar conciencia del mundo que le rodea y de poner la nariz fuera» hasta el punto de cambiar radicalmente sus opiniones políticas hacia el nacionalismo. Afirma haber estudiado sociología y declara que las facultades en Francia son «el crisol de la izquierda».

## Influencia y entorno
Papacito está influenciado por las figuras que glorifica, incluidos Sadam Huseín, Francisco Franco, Rodrigo Duterte y Vladímir Putin.
Es cercano a Le Raptor, otro videógrafo de extrema derecha con quien creó, en 2018, el hashtag “MonteUneEquipe”, rápidamente rebautizado como Venganza Patriota, con el objetivo de reunir a los nacionalistas de toda Francia y luchar contra la decadencia de Occidente. Se trataba de un grupo de extrema derecha sospechoso de planificar acciones violentas que cuenta con cuatrocientos miembros entrenados en combate sin armas y en el manejo de armas blancas en previsión de un colapso de la sociedad. Sin embargo, los dos influencers abandonaron el proyecto en 2019, que luego fue retomado por Lucas Sztandarowski.
También es cercano a Zineb El Rhazoui, Thaïs d'Escufon, ex portavoz de la organización Génération Identitaire, y Julien Rochedy.

## Ideología
Papacito afirma regularmente admirar a Francisco Franco y apoya la pertinencia de un golpe de Estado. Su posicionamiento es calificado de monárquico, masculinista, homofóbico y racista. En uno de sus polémicos vídeos se describe a sí mismo como «muy fascista».
L'Obs comparte la observación de Romain Fargier, estudiante de doctorado en ciencias políticas, quien lo describe como «un realista de corazón, profundamente antirrepublicano y fascinado por la Edad Media». La multiplicación de sus provocaciones estaría en realidad al servicio de una ideología nacionalista, xenófoba y viril, que «también parece obsesionada» por la inmigración y el islam. Según France Info y Paul Conge, forma parte de esos nostálgicos de «la virilidad perdida del hombre posmoderno» y de «aquellos que odian [...] su estilo de vida de promiscuidad y temen la inmigración masiva».
En The Conversation, Tristan Boursier, doctor en ciencias políticas, escribe que se presenta como «un transmisor de ideas que busca popularizar ideologías de extrema derecha» y que, sin embargo, su pensamiento no siempre es coherente. Esta opinión es compartida por un informe de la fiscalía del Tribunal de Apelación de París consultado por Mediapart, que describe a Papacito como un «aprendiz de actor reconvertido en influencer político» que promueve «una ideología racista, homófoba y masculinista salpicada de vulgaridades». Los magistrados lamentan que su discurso haya resultado «terriblemente eficaz entre las generaciones más jóvenes» y se muestran preocupados por su influencia sobre «activistas inmersos en un caldo de cultivo ideológico violento» y susceptibles de cometer actos terroristas.
Apoyó la candidatura de Éric Zemmour y luego de Marine Le Pen durante las elecciones presidenciales de 2022. Durante una transmisión en CNews en 2021, el candidato de la Reconquista se había declarado amigo de Papacito, antes de describirlo como un «chico simpático e inteligente». Tras la derrota de Zemmour en la primera vuelta, rechazó la utilidad de las elecciones y llamó a su comunidad a abandonar las ciudades «plagadas de criminalidad» e ir a vivir de manera autosuficiente en el campo, aconsejándoles, al mismo tiempo, equiparse para defenderse.
Según Conspiracy Watch, es uno de los que instrumentalizan, de manera conspirativa, la noción de Estado profundo, se adhiere a la teoría conspirativa del gran reemplazo y a la de un “colapso”. Según Papacito, el concepto de “república”, por el que desarrolla su aversión en numerosos vídeos, sería un complot masónico.